# Кюнст, Яап
Яап (Якоб) Кюнст (нидерл. Jaap (Jakob) Kunst; 12 августа 1891, Гронинген — 7 декабря 1960, Амстердам) — нидерландский музыкальный этнограф и музыковед. Член Нидерландской королевской академии наук (1958).
Учился игре на скрипке у отца, потом у К. Шренера и Л. Циммермана. В 1919—34 годах работал в Индонезии, служил в Бандунге (Ява), выступал как скрипач и музыкальный лектор. Кюнст глубоко изучил искусство Индонезии, особенно музыку — ее многообразие и связи с музыкальным фольклором других народов Азии, Африки, Балкан; сделал много записей местных мелодий, собрал коллекции национальных инструментов. С 1934 года совершал поездки до многих городов Европы, Бразилии, США и других стран с докладами и лекциями об индонезийской музыкальной культуре (главным образом жителей Явы и Бали), открыв их для западно-европейских и американских ученых. С 1936 года — сотрудник отдела этнологии Института тропиков в Амстердаме, где затем руководил этно-музыкальным архивом (с 1958). В 1942 и 1952 годах читал лекции по этнографии и музыковедения в Амстердамском университете; одновременно выступал как скрипач-ансамблист. Опубликовал первые в истории музыковедения работы с музыкальной культуры народов Бали, Явы, Новой Гвинеи, островов Малайского архипелага, а также нидерландскую, древнегреческую и церковную музыку, о социологических аспектах музыки и другие (много статей изданы посмертно М. Колинским и другими)

## Работы
- Terschellinger volksleven. Uithuizen (bei Groningen) 1915, 3. Aufl. 1951
- Noord-Nederlandse volksliederen en –dansen. 3 Bde. 1916–1919
- mit Kathy Kunst-Van Wely: De toonkunst van Bali. Bd. 1. Weltevreden, 1924; Bd. 2 in: Tijdschrift voor Indische taal-, land-, en volkenkunde, LXV, Batavia, 1925
- mit R. Goris: Hindoe-Javaansche muziekinstrumenten. Batavia, 1927; 2. durchgesehene Aufl.: Hindu-Javanese Musical Instruments. Martinus Nijhoff, Den Haag 1968
- A Study on Papuan Music. Written at the hand of phonograms recorded by the ethnographer of the expedition, C. C. F. M. Le Roux, and of other data. G. Kolff, Weltevreden 1931
- Musicologisch onderzoek 1931. Batavia 1931
- Over zeldzame fluiten en veelstemmige muziek in het Ngada- en Nagehgebied, West-Flores. Batavia 1931
- De toonkunst van Java. 2 Bde. Martinus Nijhoff, Den Haag 1934; Englisch: Music in Java. Its History, its Theory and its Technique. 1949; 3. erweiterte Aufl. 1973
- A Musicological Argument for Cultural Relationship between Indonesia: Probably the Isle of Java, and Central Africa. In: Proceedings of the Musical Association, 62nd Sess. 1935–1936, S. 57–76
- Ein musikologischer Beweis für Kulturzusammenhänge zwischen Indonesien – vermutlich Java – und Zentralafrika. In: Anthropos. Bd. 31. 1936, S. 131–140
- Music in Nias. Internationales Archiv für Ethnographie Bd. 38, E. J. Brill Leiden 1939
- Een en ander over den Javaanschen gamelan. Amsterdam 1940; 4. Auflage 1945
- Music in Flores: A Study of the Vocal and Instrumental Music Among the Tribes Living in Flores. Brill, Leiden 1942
- Around von Hornbostel’s Theory of the Cycle of Blown Fifths. In: Proceedings of the Royal Tropical Institute, 76, Amsterdam 1948; später in: Kay Shelemay (Hrsg.): Ethnomusicological Theory and Method. Garland, New York/London 1990, S. 43–75
- The Cultural Background of Indonesian Music. In: Koninklijke Vereeniging Indisch Instituut Nr 31, Mededeling 82, Afd. Volkenkunde, Amsterdam 1949
- Begdja, het gamelanjongetje. Amsterdam 1950
- De inheemsche muziek in Westelijk Nieuw-Guinea. Amsterdam 1950
- Metre, Rhythm, and Multi-part Music. Leiden 1950
- Sociologische bindingen in de muziek. Den Haag 1953
- Musicologica: A Study of the Nature of Ethnomusicology, Its Problems, Methods, and Representative Personalities. Amsterdam 1950; 2. erweiterte Aufl.: Ethnomusicology. A study of it’s nature, it’s problems, methods and representative personalities to which is added a bibliography. Martinus Nijhoff, Den Haag 1955; 3. erweiterte Aufl. 1959, Supplement 1960; Text von 1950 abgedruckt in: Tropenmuseum, 1994, S. 89–149
- Kultur-historische Beziehungen zwischen dem Balkan und Indonesien. Amsterdam 1953; englisch 1954
- Artikel Gamelan, Gong, Hindu-Javanische Musik, Indonesische Musik und Javanische Musik in der Musik in Geschichte und Gegenwart, Sachteil 2, 1955–1957
- Some Sociological Aspects of Music. The Library of Congress, 1958 (Online bei Archive.org)
- The origin of the kemanak. In: Bijdragen tot de Taal-, Land- en Volkenkunde. 116, Nr. 2, Leiden 1960, S. 266–269
- Music in New Guinea. Three Studies. Martinus Nijhoff, Den Haag 1967 (Neuauflage von A Study on Papuan Music, 1931, Songs of North New Guinea, 1931, und De inheemse muziek in Westelijk Nieuw-Guinea, 1950, in einem Band. Letztgenannte Studie ins Englische übersetzt)